# Butsumoku-ji
Butsumoku-ji (佛木寺?) es un templo budista de la secta Shingon en la localidad de Uwajima, prefectura de Ehime, Japón. Se trata del 42º lugar de peregrinación del Camino de Shikoku. El templo consagra a Dainichi Nyorai como deidad principal.

## Historia
Kukai fundó el santuario en el año 807. La leyenda de su creación narra que, mientras montaba sobre el lomo de una vaca invitado por un granjero, vio en la copa de un árbol una joya. Al acercarse, notó que se trataba del objeto que lanzó previamente hacia el este junto con un tridente vajra. Tras comprender la espiritualidad del terreno decidió levantar el templo. El mismo fundador fue quien talló la estatua de Dainichi Nyorai, consagrada como tesoro principal. Durante el período Kamakura fue el templo primario del clan Saionji. A pesar de los problemas causados por el período Sengoku, la institución pudo mantenerse.

## Edificios

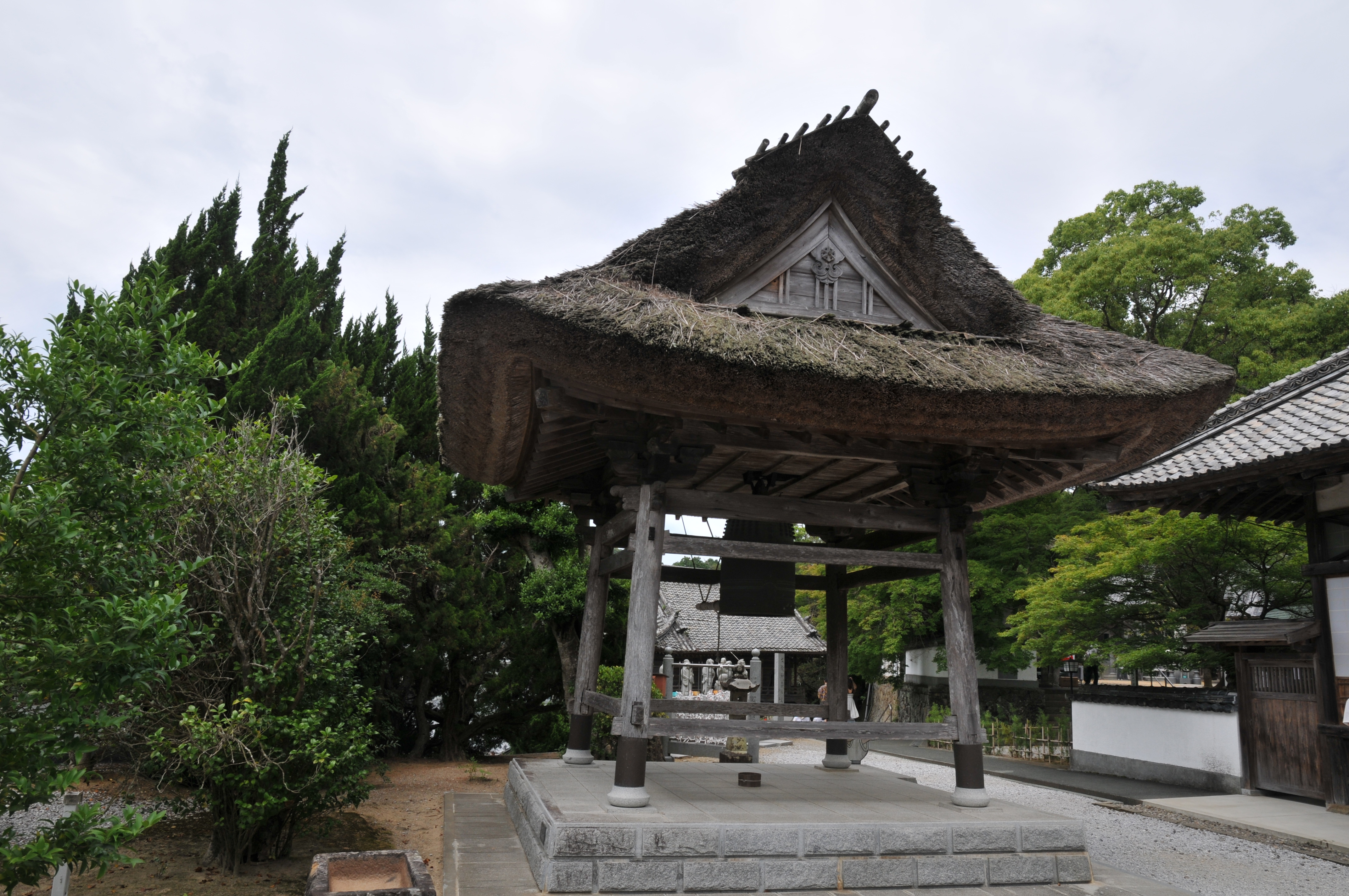
El campanario con techo de paja del Butsumoku-ji.

Al ser un templo especialmente relacionado con animales, cuenta con un salón dedicado al ganado. Otro edificio destacado es el shōrō (campanario), que presenta un techado de paja, poco común en el recorrido de Shikoku. Este fue reconstruido durante la era Genroku.